# Fresno de la Vega
Fresno de la Vega è un comune spagnolo di 682 abitanti situato nella comunità autonoma di Castiglia e León.